# История Сент-Винсента и Гренадин
История Сент-Винсента и Гренадин началась с заселения острова индейцами. В 1498 году острова были открыты Христофором Колумбом в ходе его третьего плавания. Дальнейшая их история неразрывно связана с европейцами.

## Средние века
До того, как в XVI веке на Сент-Винсенте и Гренадинах появились европейцы и африканцы, на островах селились представители индейских народов, такие, как сибонеи, араваки и карибы. Группы будущих переселенцев возникли, вероятно, в долине Ориноко в Южной Америке и мигрировали на север через Тринидад и Малые Антильские острова.
Христофор Колумб открыл остров Сент-Винсент во время третьей экспедиции в Новый Свет 22 января 1498 года, в день Святого Викентия (Винсента) Сарагосского, в честь которого остров и получил своё название. К тому времени, когда суда Колумба проходили мимо Сент-Винсента в ходе его четвёртой экспедиции в 1502 году, карибы окончательно обосновались на острове, постепенно вытеснив оттуда араваков.
В процессе колонизации Америки Колумб и испанские конкистадоры не уделяли особенного внимания Малым Антильским островам, предпочитая им территории в Центральной и Южной частях континента, богатые золотом и серебром. Следуя королевской санкции, в 1511 году испанцы предприняли попытку поселения на острове. Карибские индейцы на Сент-Винсенте оказывали успешное сопротивление европейцам вплоть до середины XVIII века.
В этот же период на остров Сент-Винсент зачастую прибывали чернокожие рабы, попадавшие сюда в результате кораблекрушений или бегства из Сент-Люсии и Гренады. В результате смешанных браков между неграми и карибами на свет появлялись т. н. «чёрные карибы», сегодня наиболее известные как гарифуна.

## Новое время
Первым европейским государством, выдвинувшим претензии на остров Сент-Винсент в 1627 году, стала Англия, несмотря на то, что первыми европейскими поселенцами на острове стали французы, и обосновались они там значительно позже — в 1719 году. Основав на Сент-Винсенте поселение Барруалье, французы занялись выращиванием кофе, табака, индигоферы, кукурузы, и сахара. На плантациях трудились африканские рабы. По Парижскому мирному договору 1763 года Франция передала Сент-Винсент в распоряжение Великобритании, в 1779 году вновь аннексировала его, и лишь в 1783 году возвратила его Великобритании окончательно. Конфликт между британцами и чёрными карибами на Сент-Винсенте продолжались до 1796 года, пока колониальные части во главе с генералом Эберкромби не подавили восстание островитян, подстрекаемых французским радикалом Виктором Югом. Во избежание повторения восстаний британские власти депортировали свыше 5 тысяч карибов на остров Роатан неподалёку от побережья Гондураса.
В связи с нехваткой рабочей силы на плантациях в 1840-х годах власти привлекли к работе на них португальских иммигрантов, а в 1860-х годах — ост-индийцев. Жизненные условия для рабочих на Сент-Винсенте по-прежнему были тяжелы, а снижение цен на сахар повлекло за собой застой в местной экономике. В 1877 году Сент-Винсент получил статус колонии Британской империи, в 1925 году на острове появилось законодательное собрание, а всеобщее избирательное право для совершеннолетних было предоставлено в 1951 году.

## Новейшее время
Предпосылки к отмене рабства в британских колониях появились лишь после успешного восстания рабов во французской колонии Сан-Доминго, повлёкшим за собой создание империи Гаити — первого государства с чернокожими людьми у власти. В 1834 году, спустя тридцать лет после Гаитянской революции, рабство было отменено и на Сент-Винсенте.
Начиная с 1950-х годов британцы предприняли ряд безуспешных попыток объединения Сент-Винсента и остальных Наветренных островов, чтобы управлять архипелагом посредством единой администрации. Наиболее заметной такой попыткой стало создание Вест-Индской Федерации, которая образовалась в 1958 году, но прекратила своё существование в уже 1962 году.
27 октября 1969 года Сент-Винсент и Гренадины получили полный контроль над своими внутренними делами, но при этом остались лишь ассоциированным государством. После референдума, проведённого в 1979 году, Сент-Винсент и Гренадины стали последним независимым государством, образовавшимся на территории Наветренных островов. Ныне оно празднует независимость 27 октября 1979 года.
Стихийные бедствия преследовали Сент-Винсент и Гренадины на протяжении двадцатого века. Так, в 1902 году в результате извержения вулкана Суфриер на острове Сент-Винсент погибло около 2 тысяч человек, а значительная часть сельскохозяйственных угодий подверглась серьёзному повреждению. В апреле 1979 года Суфриер извергся вновь. На сей раз, несмотря на отсутствие жертв и ущерба, принесённого сельскому хозяйству, тысячи людей были эвакуированы. В 1980 и 1987 годах ураганы опустошили банановые и кокосовые плантации в стране. Значительный, но меньший ущерб государству принесли ураганы 1998 и 1999 годов, в том числе, ураган «Ленни», нанесший вред сельскохозяйственным угодьям в западной части острова.